# Граф Абингдон

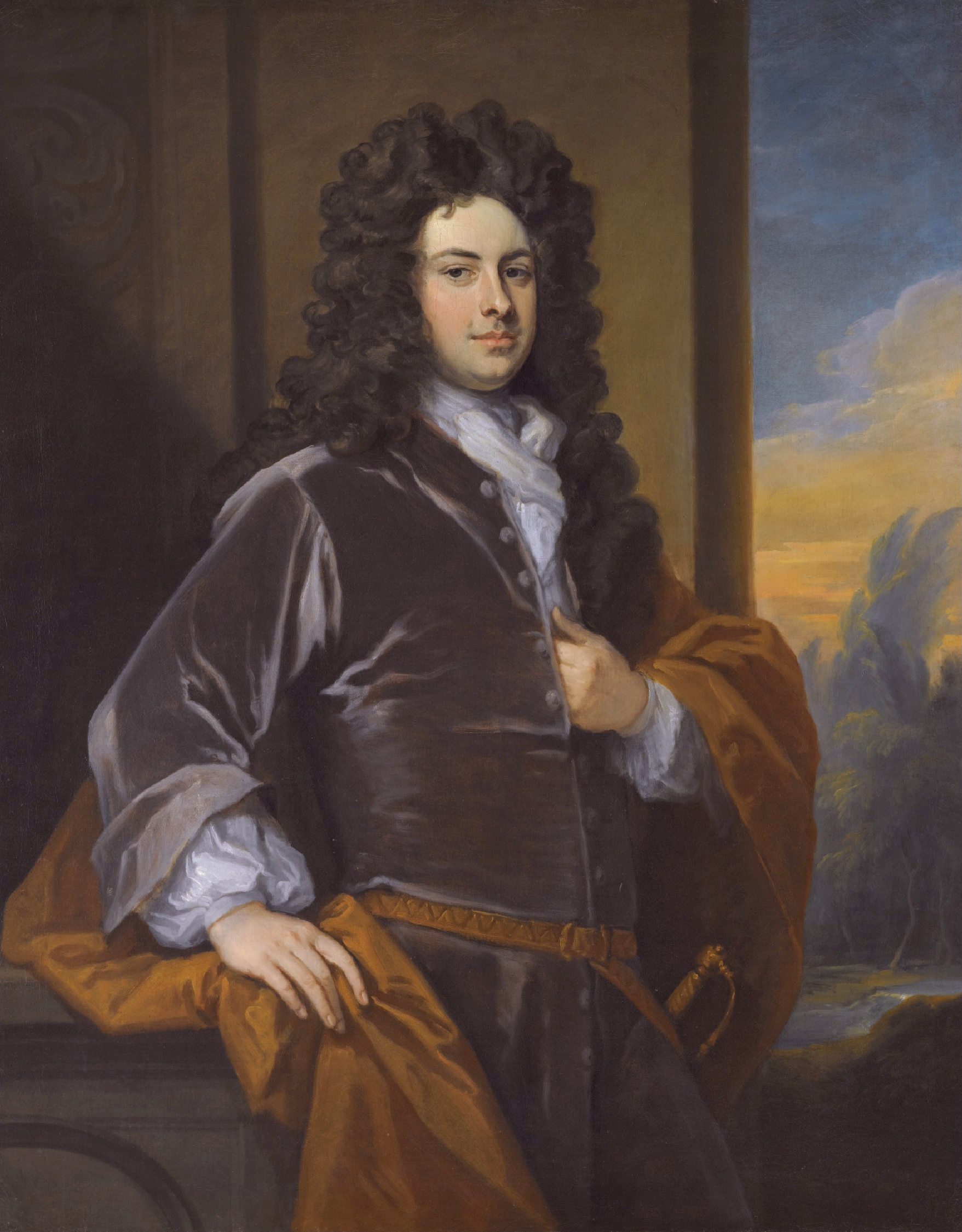
Джеймс Берти, 1-й граф Абингдон

Граф Абингдон — титул пэра Англии. Он был создан 30 ноября 1682 года для Джеймса Берти, 5-го барона Норрейса из Райкота. Он был старшим сыном Монтегю Берти, 2-го графа Линдси, от второго брака с Бриджет, 4-й баронессой де Норрейс из Райкота, и младшим сводным братом Роберта Берти, 3-го графа Линдси. Семья его матери происходила от сэра Генри Норриса (1525—1601), который представлял Беркшир и Оксфордшир в Палате общин, а также являлся послом во Франции. В 1572 году он получил титул лорда Норрейса из Райкота. Ему наследовал внук, Фрэнсис Норрис, 2-й барон Норрейс из Райкота. В 1621 году для него был создан титул виконта Тейма и графа Беркшира (пэрство Англии). У него не было сыновей, и после его смерти в 1624 году титулы виконта Тейма и графа Беркшира угасли. Но баронский титул унаследовала его дочь Элизабет (1603—1645), жена политика и депутата Эдварда Рэя. После смерти Элизабет её титул перешел к дочери, Бриджет Рэй (1627—1657), второй жене Монтегю Берти, 2-го графа Линдси (1608—1666).
Их сын Джеймс Берти, 1-й граф Абингдон (1653—1699), с 1675 года заседал в Палате лордов с титулом лорда Норрейса из Райкота. Позднее он был лордом-лейтенантом Оксфордшира (1674—1687, 1689—1697). В 1682 году для него был создан титул графа Абингдона. Ему наследовал старший сын, Монтегю Венаблз-Берти, 2-й граф Абингдон (1673—1743). Он депутатом Палаты общин от Беркшира и Оксфордшира, служил лордом-лейтенантом Беркшира и Оксфордшира. В 1687 году он получил королевское разрешение на дополнительную фамилию «Венаблз», которая принадлежала его тестю. Ему наследовал племянник Уиллоуби Берти, 3-й граф Абингдон (1692—1760), сын Джеймса Берти, второго сына 1-го графа Абингдона. Его внук, Монтегю Берти, 5-й граф Абингдон (1784—1854), был лордом-лейтенантом Беркшира. Его старший сын, Монтегю Берти, 6-й граф Абингдон (1808—1884), представлял Оксфорд и Абингдон в Палате общин Великобритании, служил лордом-лейтенантом Беркшира. Его правнук, Монтегю Таунгли-Берти (1887—1963), 8-й граф Абингдон, сын Монтегю Чарльза Фрэнсиса Таунли-Берти, лорда Норрейса, получил королевское разрешение на принятие фамилии по материнской линии «Таунли» в 1896 году. В 1938 году после смерти своего дальнего родственника Монтегю Таунли-Берти унаследовал титул графа Линдси. Но официально он был признан в качестве графа Линдси в 1951 году.
Фрэнсис Берти (1844—1919), второй сын Монтегю Берти, 6-го графа Абингдон, служил в качестве британского посла в Италии и Франции. В 1918 году для него был создан титул виконта Берти из Тейма.

## Бароны Норрейс из Райкота (1572)
- 1572—1601: Генри Норрис, 1-й Барон Норрейс из Райкота (ок. 1530 — 27 июня 1601), младший сын придворного сэра Генри Норриса (1482—1536);
- 1601—1622: Фрэнсис Норрис, 1-й граф Беркшир, 2-й Барон Норрейс из Райкота (6 июля 1579 — 31 января 1622), сын капитана Уильяма Норриса (ок. 1552—1579), внук 1-го барона Норрейса из Райкота;
- 1622—1645: Элизабет Рэй, 3-я баронесса Норрейс из Райкота (ок. 1603 — ноябрь 1645), единственная дочь Фрэнсиса Норриса, 1-го графа Беркшира;
- 1645—1657: Бриджет Берти (урожденная Рэй), 4-я баронесса Норрейс из Райкота (12 мая 1627 — март 1657), дочь Элизабет Рэй и придворного Эдварда Рэя (1589—1658);
- 1657—1699: Джеймс Берти, 5-й Барон Норрейс из Райкота (16 июня 1653 — 22 мая 1699), старший сын Монтегю Берти, 2-го графа Линдси (1608—1666), от второго брака с Бриджет Рэй, с 1682 года граф Абингдон.

## Графы Абингдон (1682)
- 1682—1699: Джеймс Берти, 1-й граф Абингдон (16 июня 1653 — 22 мая 1699), старший сын Монтегю Берти, 2-го графа Линдси (1608—1666), от второго брака с Бриджет Рэй (1627—1657);
- 1699—1743: Монтегю Венаблз-Берти, 2-й граф Абингдон (4 февраля 1672 — 16 июня 1743), старший сын предыдущего, лорд-лейтенант Беркшира и Оксфордшира;
- 1743—1760: Уиллоуби Берти, 3-й граф Абингдон (28 ноября 1692 — 10 июня 1760), сын Джеймса Берти из Стэнвелла (1674—1735) и Элизабет Уиллоуби, племянник Монтегю Венабла-Берти, 2-го графа Абингдона;
- 1760—1799: Уиллоуби Берти, 4-й граф Абингдон (16 января 1740 — 26 сентября 1799), второй сын предыдущего;
- 1799—1854: Монтегю Берти, 5-й граф Абингдон (30 апреля 1784 — 16 октября 1854), третий сын предыдущего;
- 1854—1884: Монтегю Берти, 6-й граф Абингдон (19 июня 1808 — 8 февраля 1884), старший сын предыдущего, лорд-лейтенант Беркшира (1854—1881);
- 1884—1928: Монтегю Артур Берти, 7-й граф Абингдон (13 мая 1836 — 10 марта 1928), старший сын предыдущего;
- 1928—1963: Монтегю Генри Эдмунд Таунли-Берти, 8-й граф Абингдон (2 ноября 1887 — 11 сентября 1963), 13-й граф Линдси с 1938 года, сын Монтегю Чарльза Френсиса Таунли-Берти, лорда Норрейса (1860—1919) и внук Монтегю Артура Берти, 7-го графа Абингдона;
- 1963 — настоящее время: Ричард Генри Руперт Берти, 14-й граф Линдси, 9-й граф Абингдон (род. 1931), сын майора Артура Майкла Козмо Берти (1886—1957), внук Монтегю Артура Берти, 7-го графа Абингдона (1836—1928);
  - Наследник: Марк Генри Уиллоуби Берти, лорд Норрейс (род. 1958), старший сын предыдущего;
    - Второй наследник: Генри Уиллоуби Берти Константин Сент-Мор (род. 1996), старший сын предыдущего.